# Rupijärvi
Rupijärvi är en sjö i Finland. Den ligger i kommunen Enontekis i landskapet Lappland, i den norra delen av landet, 900 km norr om huvudstaden Helsingfors. Rupijärvi ligger 326,4 meter över havet. Arean är 66,8 hektar och strandlinjen är 3,72 kilometer lång. Sjön  ingår i Kemi älvs huvudavrinningsområde. 